# Hitzetod
Der Hitzetod ist der Tod eines Lebewesens infolge einer Überhitzung des Körperinneren. Der Tod kann dabei auf verschiedenen Wegen eintreten. Der Hitzetod ist die schwerste Folge eines Hitzeschadens.

## Hitzetod beim Menschen
Hohe Lufttemperaturen, besonders bei hoher Luftfeuchtigkeit, können auf die Körpertemperatur des Menschen so einwirken, dass die Körperfunktionen behindert werden. Es kommt eventuell zu verschiedenen Hitzeschäden. In der ICD-10 wird die Diagnose Hitzeschaden mit ICD T67.0 kodiert (siehe unten). Unbehandelt kann er zum Tod führen. Hitzekrämpfe (durch schwerwiegende körperliche Arbeit erhitzt sich und schwitzt der Körper und verliert in kurzer Zeit viel Körperflüssigkeit), Hitzeerschöpfung (Kreislaufversagen) oder Hitzeschlag (plötzliche große Wärmezufuhr, die durch die Wärmeregulation des Körpers nicht ausgeglichen werden kann) sind andere Folgen. Besonders ältere Menschen ab 65 Jahren sind hiervon betroffen, weil sie dabei eventuell gleichzeitig noch unter chronischem und akutem Flüssigkeitsmangel leiden.

### Ursachen für Hitzetode

#### Folgen der globalen Erwärmung
Der Klimaforscher Steven Sherwood von der University of New South Wales (Sydney) legte 2010 in der Fachzeitschrift PNAS eine umfassende und viel beachtete Studie zum Thema vor. Eine Erkenntnis: „Das Limit der menschlichen Belastbarkeit ist der Punkt, an dem man überhitzen würde, selbst wenn man triefend nass und nackt vor einem großen Ventilator im Schatten läge.“
Extreme körperliche Belastungen beginnen nicht erst bei einer lebensfeindlichen Feuchttemperatur von 35 Grad Celsius, sondern deutlich früher. Eine Anfang 2022 publizierte Untersuchung in den USA mit jungen, gesunden Probanden kam zu dem Ergebnis, dass Feuchttemperaturen von 31 Grad bereits kritisch sind: schon dann stieg deren Körperkerntemperatur an. Man spricht auch von der sogenannten Kühlgrenztemperatur (wet-bulb temperature), über der der Körper keine überschüssige Wärme mehr abführen kann.
Zwischen 1991 und 2018 wurden bereits 37 Prozent der durch Hitze verursachten Todesfälle der menschengemachten globalen Erwärmung zugeschrieben. In einer Metastudie zu Bedingungen erhöhter Sterblichkeit durch Hitze wurden als bedrohlich schon tägliche Durchschnittstemperaturen von 20 Grad Celsius bei extremer Luftfeuchtigkeit und 30 Grad bei 20 Prozent Luftfeuchtigkeit ausgemacht. Solchen Klimabedingungen sind gegenwärtig rund 30 Prozent der Weltbevölkerung an mindestens 20 Tagen im Jahr ausgesetzt. Im Jahr 2100 wird dieser Anteil auf rund 48 Prozent geschätzt, falls eine drastische Senkung der Treibhausgasemissionen gelingt, anderenfalls werden etwa 74 Prozent der Weltbevölkerung betroffen sein. In Äquatornähe würden dann diese Hitzezustände fast das ganze Jahr über anhalten und damit diese Regionen praktisch (das heißt ohne aufwändige Kältetechnik) unbewohnbar sein. Menschen, die sich dies finanziell nicht leisten können, werden auswandern müssen.
Im Sommer 2022 starben knapp 62.000 Menschen in Europa den Hitzetod, 2023 waren über 47.000 Menschen Opfer der Hitzebelastung. Dabei sterben in fast allen Ländern Europas deutlich mehr Frauen als Männer an Überhitzung (etwa 30 bis 80 Prozent). Attributionsforscher schreiben knapp zwei Drittel der 2300 Hitzetoten der Hitzewelle in Westeuropa Ende Juni bis Anfang Juli 2025 den Folgen der globalen Erwärmung zu.

#### Brände
Auch Brände können den Hitzetod mit sich bringen. Dabei kann es direkt zu Gewebszerstörungen (Eiweiß, der Hauptbestandteil der Zellen, verkocht) kommen. Oder als indirekte Folge, wenn Proteine denaturieren, das heißt ihre räumliche Struktur verändern, und damit Zellen ihre biologische Funktion verlieren. Dies tritt nach längerer Zeit und Körperkern-Temperaturen über 42 Grad oder bei höheren Körperkern-Temperaturen entsprechend schneller ein.

#### Kinder in abgestellten Autos
Wird ein Kleinkind im Auto gelassen, kann ihm schon nach wenigen Minuten der Hitzetod drohen. An heißen Sommertagen können Kinder in einem parkenden Auto selbst bei geöffneten Seitenfenstern sehr schnell überhitzen, da die Temperatur im Auto schon bald viel höher liegt als die Außentemperatur. Dadurch kommt es immer wieder zu Todesfällen: So sterben in den USA pro Jahr durchschnittlich fast 40 Kinder an Überhitzung im Auto. Im Jahr 2018 waren es 53 Kinder. Zur Diskussion stand ein Gesetzesentwurf („Hot Cars Act“, 2021), der eine automatische akustische Warnung für neu zugelassene Autos verpflichtend machen würde, aber nicht als Gesetz umgesetzt wurde. Kinder- und Tierschutzlobbys setzen sich gemeinsam für eine Warnung bei jeglichem auf dem Rücksitz verbliebenen Passagier ein.
Bei dem Hitzetod von Kindern in Fahrzeugen unterscheidet man zwischen Fällen, in denen Kinder (1.) versehentlich dort vergessen wurden (Forgotten Baby Syndrome), (2.) sich selbst in dorthin begeben haben (beispielsweise beim Versteckspiel) und (3.) absichtlich dort zurückgelassen wurden (ggf. unter der irrtümlichen Annahme, dass dies kurzzeitig gefahrlos sei). Hitzetode von Kindern in Fahrzeugen werden in viele Staaten nicht systematisch erfasst. Dies gilt ebenso für Hitzetode von älteren Menschen und von Haustieren.

## Hitzetod bei Tieren
Auch Tiere können an Überhitzung leiden, die zum Hitzetod führen kann. Grund für die Überhitzung kann bei Haustieren sein, dass sie in Käfigen oder Aquarien gehalten werden, die in der Sonne stehen und den Tieren keinen Zufluchtsort gegen die direkte Sonneneinstrahlung bieten. Auch bei Nutztieren wie Kühen kann es zum Hitzetod kommen, wenn sie sich bei starker Sonneneinstrahlung auf einer Weide befinden, auf der sie keinen Schutz vor der Sonne finden.

## Hitzetod bei Pflanzen
Temperaturen > 30 °C verursachen bei Pflanzen Gewebeschäden, auch unabhängig von der mit klimatischen Hitzeperioden verbundenen Trockenheit. Es kommt zu Blattnekrosen, und junge oder vorgeschädigte Pflanzen können absterben. Es drohen damit Ernteausfälle.

## „Hitzetod“ bei elektrischen Geräten
Vom Hitzetod elektrischer Geräte spricht man im übertragenen Sinne, wenn das Gerät – z. B. ein PC – durch Hitzestau im Gehäuseinnern (beispielsweise an heißen Sommertagen) überhitzt wird, sich ausschaltet, im schlimmsten Fall sogar elektronische Bauteile Schaden nehmen. Dies lässt sich i. d. R. verhindern, indem man das Gerät an einem schattigen Ort betreibt und das Eindringen von Staub ins Gerät verhindert, um die Lüftungsabkühlung nicht zu behindern oder durch geeignete „aktive“ Kühlungsmaßnahmen wie den Einbau von Ventilatoren. Zusätzlich besitzen manche Bauteile wie zum Beispiel CPUs und GPUs Mechanismen, die eine Überhitzung verhindern; dazu zählen Throttling sowie die automatische Abschaltung.